# Amaterasu
 (octobre 2009).
Si vous disposez d'ouvrages ou d'articles de référence ou si vous connaissez des sites web de qualité traitant du thème abordé ici, merci de compléter l'article en donnant les références utiles à sa vérifiabilité et en les liant à la section « Notes et références ».
Amaterasu (天照) est, dans le shintoïsme, la déesse du Soleil, et la plus  importante divinité de cette religion. Selon la mythologie, elle a donné naissance à la lignée de tous les empereurs japonais. Elle aurait introduit la riziculture, la culture du blé et les vers à soie. Elle figure sur le drapeau japonais sous l'apparence du disque solaire, accompagné ou non de ses rayons.

## Nom et étymologie
Dans le Kojiki, la déesse est appelée Amaterasu-ōmikami (天照大御神) ou Amaterasu-ōkami (天照大神), signifiant « grande déesse Amaterasu », mais elle est désignée dans le Nihon shoki par ces variantes :
- Ōhirume-no-muchi (大日孁貴?)[1],[2]
- Amaterasu-sume(ra)-ōkami (天照皇大神?)(parfois également lu en on'yomi, Tenshō Kōtaijin)[1],[2]
- Amaterasu-ōhirume-no-mikoto (天照皇大神?)[1],[2]
- Hi-no-kami (日の神?)[1],[2]

« Amaterasu » est considéré comme une dérivation du verbe ama-teru (天照る), « briller dans / illuminer le ciel », combiné au verbe auxiliaire honorifique -su. « Ōmikami » signifie quant à lui « grande et auguste / belle divinité ». Le mot « Amaterasu » dans « Amaterasu Ōmikami » n’est pas techniquement un nom propre, mais un verbe à la forme attributive (rentai-kei) qui modifie le nom qui le suit : « Ōmikami ». Cette épithète est donc beaucoup plus transparente sémantiquement et étymologiquement que la plupart des noms enregistrés dans le Kojiki et le Nihon shoki, littéralement « la grande déesse auguste qui brille augustement dans les cieux ».
Son autre nom, Ōhirume (大日孁), est principalement traduit par « grande dame du soleil / du jour »",,. Le titre honorifique muchi (貴) utilisé pour les divinités ou les monarques est parfois ajouté.
Vue comme l’ancêtre de la lignée impériale, l’épithète Sume(ra)-ōkami (皇大神) ou Sume(ra)-ōmikami (皇大御神), littéralement « grande déesse (auguste) impériale » est également appliqué à Amaterasu dans certains de ses noms.
Durant la période médiévale et le début de la moderne, elle était parfois nommée « Tenshō Daijin » (on'yomi de 天照大神) ou « Amateru Ongami » (lecture alternative),,,.

## Légende

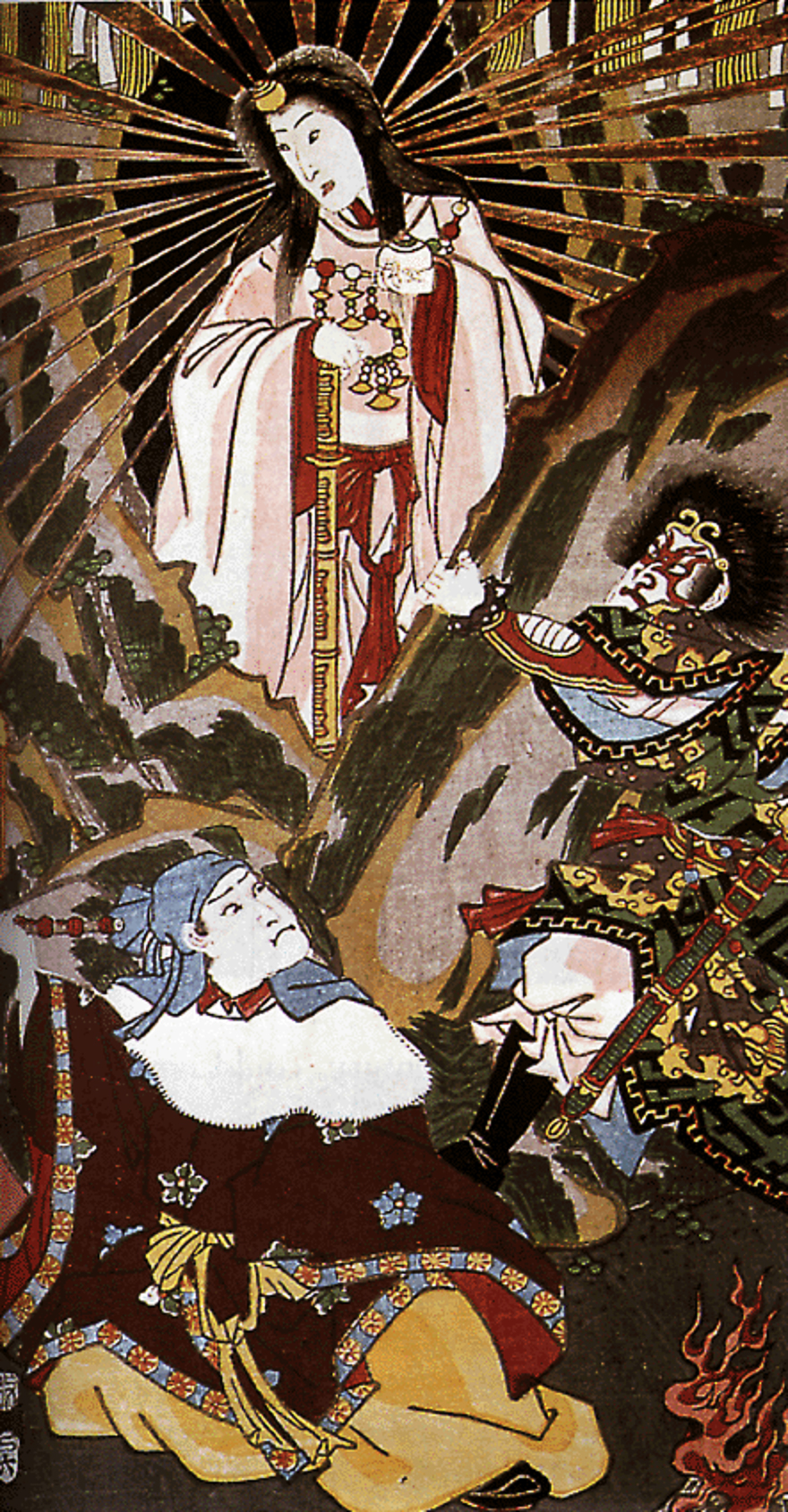
Amaterasu sortant de sa grotte, partie d'une œuvre d'Utagawa Kunisada, 1856.

Elle est née de l'œil gauche de son père, Izanagi, quand il s'est purifié par ablution à l'embouchure du fleuve Tachibana, à Himuka (actuelle préfecture de Miyazaki), après son retour du pays des morts. Izanagi lui ordonna de diriger le Takama-ga-hara, le royaume des cieux.
Selon la légende, Amaterasu et son frère Susanoo, kami de la mer et du vent, étaient rivaux (selon d'autres interprétations, Susanoo était simplement doté d'un caractère taquin qui, combiné à sa tristesse d'avoir perdu sa mère, le rendait particulièrement pénible). Aussi, lorsqu'il lui rendit visite, il y eut un long contentieux, à la suite duquel Amaterasu s'enferma dans une caverne céleste (Amano-Iwato), cachant par la même occasion le Soleil pendant une longue période. Pour persuader Amaterasu de sortir de cette grotte, les dieux organisèrent un banquet au cours duquel Uzume, la déesse de l'Aube, entama une danse. Intriguée par les rires et les mensonges des Amatsukami, prétendant lui avoir trouvé une remplaçante, Amaterasu poussa légèrement le grand roc bloquant l'entrée de sa caverne, puis éblouie par le miroir dans lequel elle se vit pour la première fois, elle fut tirée en dehors de la caverne par le dieu de la force, Ame-no-Tajikarao la prenant par la main, tandis que les autres dieux bloquaient l'entrée avec un shimenawa, une corde tressée sacrée.
En guise de punition, Amaterasu bannit Susanoo du royaume des cieux. Pour se racheter auprès de sa sœur, Susanoo lui offrit par la suite l'épée Kusanagi no tsurugi.
Dans le shinbutsu shūgō, elle est considérée tantôt comme une incarnation de Dainichi-Nyōrai (Shingon-shū, etc.), tantôt comme une personnification des fonctions qui protègent la prospérité de ceux qui ont foi dans le dharma correct (Nichiren-shū).
Dans le passé, il y eut de nombreuses spéculations parmi les théologiens et les autres, sur la nature exacte d'Amaterasu, à savoir si elle est le Soleil en tant qu'objet physique, la déité de la Lumière (ou de tous les soleils), le mitama du Soleil ou une entité extérieure au Soleil contrôlant celui-ci. Certaines théories la lient aussi à Himiko des légendes chinoises, mais elles sont férocement combattues par le grand théologien shintoïste, Motoori Norinaga, qui les appelle des « théories malignes » influencées par la culture chinoise, et qu'il affirme n'être guère nouvelles mais sans rapport avec l'Antiquité.
En l'absence de théorie concluante, les Japonais ont pour habitude d'utiliser le nom de O-tentō-sama (お天道様) pour désigner le soleil de notre système solaire en tant que déité, et taiyō (太陽, litt. « grand yang ») en tant qu'objet physique.

## Liens avec la famille impériale
Au fil des générations, Amaterasu est liée à l'Empereur du Japon au travers du sanctuaire shintoïste ; le sanctuaire d'Ise et le kamidana (神棚, « maison des kamis »).

### Origines
Selon le Kojiki, Amaterasu ordonna à son petit-fils Ninigi de descendre sur la Terre et de la gouverner, événement appelé tenson kōrin. À cette fin, elle lui confia en plus de l'épée qu'elle avait reçue de son frère, le miroir Yata no Kagami et le joyau Yasakani no Magata. Ces trois objets devinrent les insignes sacrés de la famille impériale et furent transmis ensuite à Jinmu, le premier empereur, petit-fils de Ninigi et ancêtre de tous les empereurs japonais.
D’après le Kojiki Jinmu est né le 1er janvier 711 av. J.-C. Lors d’un conflit, Jinmu considère le fait que ses frères ont perdu devant Nagasunehiko pour avoir combattu à l’est contre le Soleil. Suivi de ses troupes, il décide de débarquer à l’est de la péninsule de Kii, au sud du Yamato, et de se battre avec l’ennemi tourné vers l’ouest. Jinmu et ses compagnons défont Nagasunehiko et remportent la victoire. Le 11 février de 660 av. J.-C., son couronnement en tant que Tenno, empereur, au palais de Kashihara est considéré comme l’acte fondateur du Japon.

### Ère Meiji
De la restauration Meiji jusqu'à la fin de la Seconde Guerre mondiale, l'empereur fut donc considéré comme un dieu vivant dont le culte était pour cette raison une affaire nationale. Au XXe siècle, cette ascendance constituait l'un des fondements de l'expansionnisme du Japon Shōwa et du koshitsu shinto. En décembre 1945, le commandant suprême des forces alliées promulgua toutefois la directive shinto instituant la séparation de la religion et de l'État et abolissant les subventions aux lieux de culte. Dans sa proclamation impériale du Nouvel An 1946, émise à la demande des forces d'occupation, l'empereur Shōwa affirma que la croyance voulant qu'il était un dieu à forme humaine (akitsumikami) était erronée, sans toutefois renoncer à son ascendance divine.
Dès les temps anciens, les princesses impériales qui n'étaient pas mariées devenaient prêtresses du temple d'Ise qui est dédié à Amaterasu. Kazuko Takatsukasa, l'une des filles de l'empereur Shōwa, fut grande prêtresse de 1974 à 1988. Sa sœur, Atsuko Ikeda, l'a remplacée depuis.
)

### Nouvelle ère, ère Reiwa
L'ère Reiwa (令和時代, Reiwa jidai, « ère de la belle harmonie »), nouvelle ère du Japon a débuté le 1er mai 2019 et succède à l'ère Heisei. L'ère Reiwa — la deux cent quarante-huitième de l'histoire du pays — a commencé le lendemain de l'abdication au trône de l'empereur Akihito par l'intronisation de Naruhito, qui est devenu le 126e empereur du pays issu de la lignée Yamato par la déesse Amaterasu. Accompagné de serviteurs portant le bicorne (symbole remémorant les liens étroits entre le Shogunat Tokugawa et l'Empereur Napoléon III, rappelé officiellement au travers du toit du Budokan Miyamoto Musashi), l'empereur Naruhito monte en calèche le 23 novembre 2019 pour une visite au Naiku, ou sanctuaire intérieur, du sanctuaire d'Ise Jingu afin de rendre compte à Amaterasu-omikami, la légendaire déesse du soleil, de l'achèvement de ses cérémonies d'intronisation.

## Éponymie
Le nom d'Amaterasu a été donné à un rayon cosmique découvert en 2021.
L'astéroïde (10385) Amaterasu porte également son nom.